# Agolada
Agolada est une commune de la province de Pontevedra en Espagne située dans la communauté autonome de Galice.

## Administration

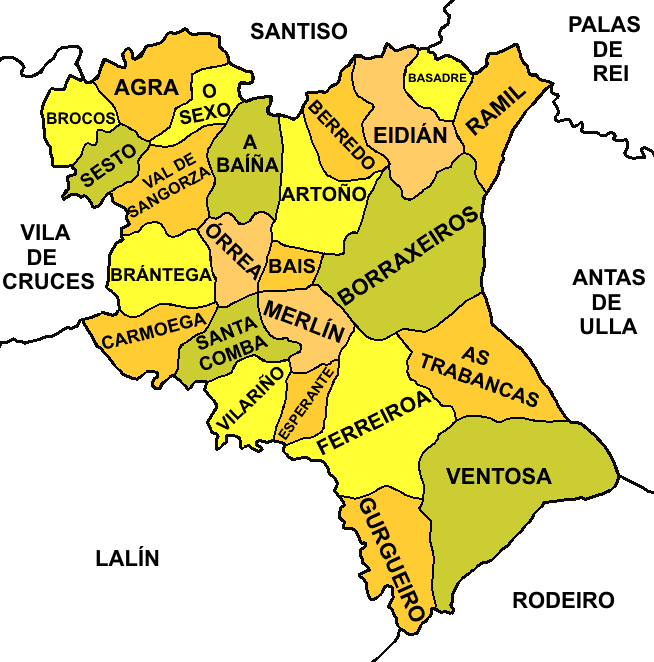
Paroisses d'Agolada

La commune est composée de 24 paroisses: Agra (San Miguel), Artoño (Santalla), A Baíña (San Pedro), Basadre (Santa María), Berredo (Santa María), Borraxeiros (San Cristovo), Brántega (San Lourenzo), Brocos (San Miguel), Carmoega (San Pedro), Eidián (Santiago), Esperante (San Cibrao), Ferreiroa (San Pedro), Gurgueiro (San Miguel), Merlín (San Pedro), Órrea (Santo André), Ramil (San Martiño), San Paio de Bais (San Paio), Santa Comba (San Xoán), Sesto (San Cibrao), O Sexo (Santiago), As Trabancas (San Mamede), Val de Sangorza (Santa María), Ventosa (San Xulián), Vilariño (Santa María).